# NGC 1592
NGC 1592 is een spiraalvormig sterrenstelsel in het sterrenbeeld Eridanus. Het hemelobject werd op 14 november 1835 ontdekt door de Britse astronoom John Herschel.

## Synoniemen
- PGC 15292
- ESO 421-2
- MCG -5-11-11
- VV 647